# Dârlos (gmina)
Dârlos – gmina w Rumunii, w okręgu Sybin. Obejmuje miejscowości Curciu, Dârlos i Valea Lungă. W 2011 roku liczyła 2820 mieszkańców.